# Szajch Zajjat
Szajch Zajjat (arab. شيخ زيات) – miejscowość w Syrii, w muhafazie Aleppo. W 2004 roku liczyła 1834 mieszkańców.